# Франсуа, Луиза фон
Мария Луиза фон Франсуа (нем. Marie Louise von François; 27 июня 1817, Херцберг, Бранденбург — 25 сентября 1893, Вайсенфельс, Пруссия) — немецкая писательница-реалистка; наиболее известная своим историческим романом «Die letzte Reckenburgerin» изданным в 1871 году. Она была другом и корреспондентом баронессы Марии Эбнер фон Эшенбах и Конрада Фердинанда Мейера.

## Биография
Луиза фон Франсуа родилась 27 июня 1817 года в городе Херцберг — районном центре расположенном на территории нынешней земли Бранденбург. Она была дочерью аристократического офицера из старой благородной французской семьи, а её мать происходила из саксонской знати. 
Франсуа получила знания о литературе, читая произведения Амадея Готфрида Адольфа Мюллнера и Фанни Тарнов. Её отец умер, когда она была маленькой, а мать несколько раз выходила замуж вновь. Дядя Франсуа взял Луизу под свою опеку в Потсдаме, где и началась её литературная карьера. Опекуны девочки растранжирили её наследство, и, как следствие, жених Франсуа — граф Альфред Гёрц (нем. Alfred of Görtz), разорвал помолвку с бесприданницей. Без гроша в кармане Франсуа вернулась, чтобы жить со своей матерью и отчимом в Вайсенфельсе, где она оставалась до самой смерти. 
Луиза фон Франсуа принадлежала к литературной школе реализма. В 54 года она опубликовала свой самый популярный роман «Последняя леди Рекенбурга» (нем. «Die letzte Reckenburgerin»). Мари фон Эбнер-Эшенбах и Конрад Фердинанд Мейер отправили Франсуа восхищенные письма о «Последнем Рекенбургере», положив начало продолжительной переписке, которая в конце концов была опубликована в 1905 году.
Талантливая рассказчица, Франсуа хорошо умела разбираться в интимных вопросах человеческого сердца.
Мария Луиза фон Франсуа скончалась 25 сентября 1893 года в Вайсенфельсе.